# Liste der Stolpersteine in Babenhausen
Die Liste der Stolpersteine in Babenhausen enthält alle Stolpersteine, die im Rahmen des gleichnamigen Projekts von Gunter Demnig in Babenhausen verlegt wurden. Mit ihnen soll an Opfer des Nationalsozialismus erinnert werden, die in Babenhausen lebten und wirkten.

## Verlegte Stolpersteine
| Adresse                       | Ortsteil | Verlege- datum | Person, Inschrift                                                                                                 | Bild | Anmerkung |
| ----------------------------- | --- | -------------- | --- | ---- | --------- |
| Amtsgasse 29 ·                | | 17. Apr. 2015  | Hier wohnte Albert Frank, Jg. 1897, "Schutzhaft" 1938 Buchenwald, Flucht 1939 England, 1940 USA                   |      |           |
| Amtsgasse 29 ·                | Hier wohnte Walter Frank, Jg. 1925, Flucht 1938 Schweiz, Italien, USA                                                   | 17. Apr. 2015  | |      |           |
| Amtsgasse 29 ·                | Hier wohnte Lina Sara Frank, Jg. 1894, Flucht 1939 England, 1940 USA                                                    | 17. Apr. 2015  | |      |           |
| Backhausgasse 9 ·             | | 17. Apr. 2015  | Hier wohnte Jakob Fuld, Jg. 1894, Flucht 1936 USA                                                                 |      |           |
| Backhausgasse 9 ·             | Hier wohnte Nanette Fuld, geb. Zion, Jg. 1897, Flucht 1936 USA                                                          | 17. Apr. 2015  | |      |           |
| Backhausgasse 9 ·             | Hier wohnte Kurt Fuld, Jg. 1929, Flucht 1936 USA                                                                        | 17. Apr. 2015  | |      |           |
| Backhausgasse 9 ·             | Hier wohnte Hilde Fuld, Jg. 1930, Flucht 1936 USA                                                                       | 17. Apr. 2015  | |      |           |
| Fahrstraße 10 ·               | | 17. Apr. 2015  | Hier wohnte Maximilian Nathan, Jg. 1898, Flucht 1937 USA                                                          |      |           |
| Fahrstraße 10 ·               | Hier wohnte Rescha Nathan, geb. Schack, Jg. 1895, Flucht 1937 USA                                                       | 17. Apr. 2015  | |      |           |
| Fahrstraße 11 ·               | | 17. Apr. 2015  | Hier wohnte Jenny Kahn, geb. Götz, Jg. 1880, unfreiwillig verzogen 1941 Mainz, deportiert 1942 Piaski, ermordet   |      |           |
| Fahrstraße 11 ·               | Hier wohnte Hermann Götz, Jg. 1884, unfreiwillig verzogen 1939 Mainz, deportiert 1942, ermordet in Treblinka            | 17. Apr. 2015  | |      |           |
| Fahrstraße 14 ·               | | 17. Apr. 2015  | Hier wohnte Mordchen Max Loeb, Jg. 1882, Flucht 1937, Italien, USA                                                |      |           |
| Fahrstraße 14 ·               | Hier wohnte Meta Loeb, geb Frank, Jg. 1888, Flucht 1937, Italien, USA                                                   | 17. Apr. 2015  | |      |           |
| Fahrstraße 14 ·               | Leo Loeb | 17. Apr. 2015  | |      |           |
| Fahrstraße 14 ·               | Hier wohnte Erich Loeb, Jg. 1920, Flucht 1937, Italien, USA                                                             | 17. Apr. 2015  | |      |           |
| Fahrstraße 26 ·               | | 17. Apr. 2015  | Hier wohnte Julius Seewald, Jg. 1866, Flucht 1933, USA                                                            |      |           |
| Fahrstraße 26 ·               | Hier wohnte Julia Seewald, geb. Seelig, Jg. 1879, Flucht 1933, USA                                                      | 17. Apr. 2015  | |      |           |
| Fahrstraße 26 ·               | Hier wohnte Edith Seewald, Jg. 1918, Flucht 1933, USA                                                                   | 17. Apr. 2015  | |      |           |
| Fahrstraße 54 ·               | | 17. Apr. 2015  | Hier wohnte Kallmann Idstein, Jg. 1856, gedemütigt/entrechtet, Flucht in den Tod 9.1.1939 Frankfurt               |      |           |
| Fahrstraße 54 ·               | Hier wohnte Gudel Idstein, Jg. 1862, gedemütigt/entrechtet, unfreiwillig verzogen 1939 Seligenstadt, tot 6.8.1942 Mainz | 17. Apr. 2015  | |      |           |
| Fahrstraße 80 ·               | | 17. Apr. 2015  | Hier wohnte Karl Kahn, Jg. 1890, deportiert 1942, Piaski, Schicksal unbekannt                                     |      |           |
| Fahrstraße 80 ·               | Hier wohnte Paula Kahn, Jg. 1902, deportiert 1942, Piaski, Schicksal unbekannt                                          | 17. Apr. 2015  | |      |           |
| Fahrstraße 80 ·               | Hier wohnte Miriam Kahn, Jg. 1925, deportiert 1942, Piaski, Schicksal unbekannt                                         | 17. Apr. 2015  | |      |           |
| Fahrstraße 80 ·               | Hier wohnte Liesel Kahn, Jg. 1928, deportiert 1942, Piaski, Schicksal unbekannt                                         | 17. Apr. 2015  | |      |           |
| Fahrstraße 80 ·               | Hier wohnte Suse Kahn, Jg. 1929, deportiert 1942, Piaski, Schicksal unbekannt                                           | 17. Apr. 2015  | |      |           |
| Hainweg 1 ·                   | | 17. Apr. 2015  | Hier wohnte Hermann Fuld, Jg. 1901, Flucht 1934, USA                                                              |      |           |
| Hainweg 1 ·                   | Hier wohnte Klara Fuld, Jg. 1909, Flucht 1934, USA                                                                      | 17. Apr. 2015  | |      |           |
| Hainweg 1 ·                   | Hier wohnte Helga Fuld, Jg. 1931, Flucht 1934, USA                                                                      | 17. Apr. 2015  | |      |           |
| Hauptstraße 35 ·              | Langstadt | 18. Juni 2013  | Hier wohnte Sara Oestreich, geb. Adler, Jg. 1882, deportiert 1941, Schicksal unbekannt                            |      |           |
| Hauptstraße 35 ·              | Langstadt | 18. Juni 2013  | Hier wohnte Gertrud Oestreich, geb. Fuld, Jg. 1910, Flucht 1941 USA, überlebt                                     |      |           |
| Hauptstraße 35 ·              | Langstadt | 18. Juni 2013  | Hier wohnte Max Oestreich, Jg. 1909, "Schutzhaft" 1938 Buchenwald, Flucht 1941 USA, überlebt                      |      |           |
| Hauptstraße 35 ·              | Langstadt | 18. Juni 2013  | Hier wohnte Bernhard Fuld, Jg. 1873, deportiert 1942 Theresienstadt, ermordet 14.9.1942                           |      |           |
| Hauptstraße 35 ·              | Langstadt | 18. Juni 2013  | Hier wohnte Bertha Aumann, geb. Oestreich, Jg. 1913, deportiert 1942 Theresienstadt, ermordet 4.10.1944 Auschwitz |      |           |
| Hergershäuser Straße 15 ·     | Sickenhofen | 29. Mai 2014   | Hier wohnte Gustav Kahn, Jg. 1886, unfreiwillig verzogen 1939 Frankfurt M., Flucht 1941 USA                       |      |           |
| Hergershäuser Straße 15 ·     | Sickenhofen | 29. Mai 2014   | Hier wohnte Hilda Kahn, geb. May, Jg. 1893, unfreiwillig verzogen 1939 Frankfurt M., Flucht 1941 USA              |      |           |
| Hergershäuser Straße 15 ·     | Sickenhofen | 29. Mai 2014   | Hier wohnte Friedrich Fritz Kahn, Jg. 1923, unfreiwillig verzogen 1939 Frankfurt M., Flucht 1941 USA              |      |           |
| Hergershäuser Straße 15 ·     | Sickenhofen | 29. Mai 2014   | Hier wohnte Walter Jakob Kahn, Jg. 1926, unfreiwillig verzogen 1939 Frankfurt M., Flucht 1941 USA                 |      |           |
| Hintergasse 7 ·               | Langstadt | 18. Juni 2013  | Hier wohnte Julius Lichtenstein, Jg. 1888, "Schutzhaft" 1938 Buchenwald, Flucht 1938 USA, überlebt                |      |           |
| Hintergasse 7 ·               | Langstadt | 18. Juni 2013  | Hier wohnte Lina Lichtenstein, geb. Wolf, Jg. 1892, Flucht 1938 USA, überlebt                                     |      |           |
| Hintergasse 7 ·               | Langstadt | 18. Juni 2013  | Hier wohnte Hedwig Lichtenstein, Jg. 1921, Flucht 1938 USA, überlebt                                              |      |           |
| Hintergasse 7 ·               | Langstadt | 18. Juni 2013  | Hier wohnte Walter Lichtenstein, Jg. 1925, Flucht 1938 USA, überlebt                                              |      |           |
| Marktplatz 4 ·                | | 17. Apr. 2015  | Hier wohnte Treidchen Manheimer, Jg. 1864, Schicksal unbekannt                                                    |      |           |
| Sachsenhäuser Straße 13 ·     | Sickenhofen | 29. Mai 2014   | Hier wohnte Friedrich Julius Frank, Jg. 1889, "Schutzhaft" 1938 Buchenwald, deportiert 1942 Piaski, ermordet      |      |           |
| Sachsenhäuser Straße 13 ·     | Sickenhofen | 29. Mai 2014   | Hier wohnte Flora Frank, geb. Marx, Jg. 1885, deportiert 1942 Piaski, ermordet in Majdanek                        |      |           |
| Sachsenhäuser Straße 13 ·     | Sickenhofen | 29. Mai 2014   | Hier wohnte Erich Zeno Frank, Jg. 1922, deportiert 1942 Piaski, ermordet                                          |      |           |
| Sachsenhäuser Straße 13 ·     | Sickenhofen | 29. Mai 2014   | Hier wohnte Isidor Kurt Frank, Jg. 1926, deportiert 1942 Piaski, ermordet                                         |      |           |
| Sackgasse 13 ·                | | 17. Apr. 2015  | Hier wohnte Lazarus Moritz Frank, Jg. 1894, Flucht 1936 Mexiko                                                    |      |           |
| Sackgasse 13 ·                | Hier wohnte Martha Frank, geb. Weichsel, Jg. 1899, Flucht 1936 Mexiko                                                   | 17. Apr. 2015  | |      |           |
| Sackgasse 13 ·                | Hier wohnte Sara Settchen Frank, Jg. 1890, unfreiwillig verzogen 1936 Mainz, Flucht 1937 Mexiko                         | 17. Apr. 2015  | |      |           |
| Wilhelm-Leuschner-Straße 13 · | | 17. Apr. 2015  | Hier wohnte Rosa Betty Kahn, Jg. 1878, unfreiwillig verzogen 1940 Frankfurt M., Schicksal unbekannt               |      |           |